# Kazuko Sugiyama
Kazuko Sugiyama (杉山 佳寿子 Sugiyama Kazuko?) bajo el nombre de Kazuko Shibukawa (しブルかわかずこ Shibukawa Kazuko) es una seiyū japonesa nacida el 9 de abril de 1947 en Nagoya, Prefectura de Aichi. Ha participado en series como Dr. Slump, Urusei Yatsura, Fullmetal Alchemist y Cyborg 009 (1979), entre otras. Está afiliada a Aoni Production.

## Roles interpretados

### Series de Anime
- Air Master como Shizuna Kusaka
- Akane-chan como Sakura
- Akuma-kun como Amurita
- Amaenaideyo!! como Jotoku Kawahara
- Anime Sanjushi como Pierre
- Aria the Origination como Amaranta
- B-Legend! Battle Bedaman como Beda-Majin
- Bakuhatsu Goro como Mayumi Saegusa
- Battle B-Daman: Fire Spirits como Beda-Majin
- Bōken Gabotenjima como Tomato
- Boku Patalliro! como Pataliro, el 7.º
- Crucero Espacial Yamato III como Akiko Tōdō
- Cyborg 009 (1979) como Françoise Arnoul - Cyborg 003
- Digimon Frontier como Bokomon
- Don-Don Domel to Ron como Béatrice
- Dr. Slump como Akane Kimidori, Kinoko Sarada y la esposa del Rey Nikochan
- Dragon Ball como la Coronel Violet, Akane Kimidori y Kinoko Sarada
- El Galáctico como la Princesa Aurora
- El Supermagnetrón como Lisa/Kazuki Mai
- El teatro de Rumiko como Kazuko
- Eureka Seven como Tiptree
- Full Moon o Sagashite como Fuzuki Koyama
- Fullmetal Alchemist como Dante (anciana)
- Fushigiboshi no Futago Hime como Camelot
- Fushigiboshi no Futago Hime Gyu! como Camelot
- Ganba no Bōken como Iena
- Ganbare Genki como Ashikawa Yuuko
- Gatchaman como Princesa/Agata June (Jun/G-3 Shiratori no Jun (Jun "la" cisne))
- GeGeGe no Kitarō 1985 como Yobiko
- Gu-Gu Ganmo como Ganmo
- Haikara-san ga Tooru como Harue Ranmaru
- Hajime no Ippo como la abuela de Sendō
- Heidi como Heidi
- Himitsu no Akko-chan 2 como Moko
- Jungle Kurobe como Shishio Sarari
- Kiteretsu como Korosuke
- Laura, the Prairie Girl como Laura Ingalls
- Let's Go! Tamagotchi como Makiko
- Magical Taruruuto-kun como Rui Ijigawa
- Mahō no Mako-chan como Mako
- Majokko Chikkuru como Hanamura-Sensei
- Manga Kotowaja Jiten como Chidori
- Maple Town Monogatari como Jane
- Marino y la Patrulla Oceánica como la Princesa Kameriya
- Marvelous Melmo como Naname
- Mechakko Dotakon como Dotakon
- Mermaid's Forest TV como Natsume
- Onegai My Melody ~Kuru Kuru Shuffle!~ como Obaa-chan
- Oyoneko Boonyan como Mama
- Pinocchio yori Piccolino no Bōken como Gina, la pata
- Pokémon: Generación Avanzada como Kikuko
- Ranma ½ como Sakura
- Robokko Beeton como Masao
- Sally, la bruja 2 como Sherry-sensei
- Sasuke como Onihime
- Shin Maple Town Monogatari: Palm Town Hen como Jane
- Super Agente Cobra como Lucia Rodock
- Tatakae!! Ramenman como Ma-Po
- Time Bokan como Meiru
- Tritón de los mares como Fin
- Tsurupika Hagemaru-kun como Hagemaru Hageda
- Umeboshi Denka como Denka
- Yakyūkyō no Uta como Fujiko Shimaoka

### OVAs
- Ōke no Monshō como Isis
- Re: Cutie Honey como Kyoko Izumiya
- Time Bokan: Royal Revival como Swan Jun y Temple
- Urusei Yatsura como Jariten/Ten

### Películas
- Andersen Dowa: Ningyo Hime como la hermana de Marina
- Andersen Monogatari Match Uri no Shōjo como Elisa
- Beautiful Dreamer como Jariten/Ten
- Chiisana Pengin: Lolo no Bōken como Lolo
- Digimon Frontier: Revival of the Ancient Digimon como Bokomon
- Doraemon: El gladiador como Navi, la máquina del tiempo
- Doraemon: The Space Hero como Chammy
- Doraemon y el Imperio Maya como Popol
- Doraemon y el mundo perdido como Chippo
- Dr. Slump: El misterio del Castillo Nanaba como Akane Kimidori y Kinoko Sarada
- Dr. Slump: La gran carrera alrededor del mundo como Akane Kimidori y Kinoko Sarada
- Dr. Slump: Mecapolis la ciudad de ensueño como Akane Kimidori y Kinoko Sarada
- Dr. Slump: Una aventura espacial como Akane Kimidori y Kinoko Sarada
- Dr. Slump and Arale-chan: Hello! Wonder Island como Akane Kimidori
- Eiga Dokidoki! Precure Mana Kekkon!!? Mirai ni Tsunagu Kibō no Dress como Bebell e Isuzu Bandou
- El Galáctico como la Princesa Aurora
- Gu-Gu Ganmo como Ganmo
- Heidi como Heidi
- Himitsu no Akko-chan como Moko
- Himitsu no Akko-chan Umi da! Obake da!! Natsu Matsuri como Moko
- Itsudatte Mai Daarin como Jariten/Ten
- Kanketsu-hen como Jariten/Ten
- Las fantásticas aventuras de Único como Chao
- Legend of SuperStar como Françoise Arnoul - Cyborg 003
- Lum the Forever como Jariten/Ten
- Magical Taruruuto-kun como Rui Ijigawa
- Magical Taruruuto-kun: Moero! Yuujou no Mahou Taisen como Rui Ijigawa
- Magical Taruruuto-kun: Suki Suki Hot Tako Yaki como Rui Ijigawa
- Makoto-chan como Makoto
- Only You como Jariten/Ten
- Panda Kopanda como Mimiko
- Panda Kopanda: Rainy Day Circus como Mimiko
- Pink Mizu Dorobō Ame Dorobō como White
- Pokémon 4Ever: Celebi - Voice of the Forest como Celebi
- Remember My Love como Jariten/Ten
- Sen-nen Joō como Mirai
- Tatakae!! Ramenman como Ma-Po
- Tondemo Nezumi Daikatsuyaku como Wendy
- Tritón de los mares como Fin
- Urusei Yatsura como Jariten/Ten
- Zatch Bell! El mamodo 101 como Hanepen

### Especiales de TV
- Historia de Andrómeda como Beth
- Wakakusa Monogatari (1980) como Josephine "Jo" March

### Videojuegos
- Bomberman Fantasy Race como White/Black Bomberman

## Música
- Interpretó para la película 21 Emon: Uchū e Irasshai! el opening Uchuu e Irasshai! junto con Kaneta Kimotsuki y Kazuhiko Inoue.[2]